# Die Ballnacht (Posse)
Die Ballnacht oder der Faschingsdienstag ist eine Lokalposse von Johann Karl Waldon, mit später eingefügten Liedtexten von Johann Nestroy. Sie wurde am 9. November 1803 im Theater an der Wien uraufgeführt. In der Fassung mit Nestroys Liedtexten erschien sie erstmals am 6. Februar 1836 in demselben Theater.

## Inhalt
Die Wiener Familie Flamm droht durch ihr Luxusleben moralisch und finanziell völlig ins Verderben zu stürzen. Der ehemalige Seifensieder Flamm spielt den vornehmen Herren, die hochnäsige Gattin Agnes ist eine Verschwenderin, der Sohn Fritz ein verdorbener Tunichtgut, die Tochter Susanna eine vergnügungssüchtige Kokotte. Fritz will Salchen Reming verführen, die eigentlich Georg liebt, aber sich von diesem verschmäht glaubt. Apollonia fördert die Liaison zwischen Fritz und Salchen, der Hundsdoktor Schnepf und der geizige Geselle Fabian konkurrieren um die vermögende Apollonia. Fabian raunzt deswegen miselsüchtig:
„Ich habe eine feindselige Stimmung auf mich, daß mir alles z'wider ist, und das Z'widerste bin ich mir selbst, miselsüchtig verliebt, zurückgesetzt, es ist schrecklich.“ (Rezitativ vor dem zweiten Lied)
Von einer Faschings-Redoute, zu der Salchen von Fritz und Apollonia gelockt worden war, kann sie von Major Flamm und Georg weggebracht werden. Die Familie Flamm-Pitzelstein, die sich zu früh über den vorgetäuschten Tod Major Flamms gefreut hatte, da sie ihn zu beerben hofft, wird mit Schimpf und Schande zusammen mit Apollonia und Schnepf aus dem Haus geworfen. Reming spendiert seinen Gesellen 50 Gulden, damit sie den Faschingdienstag fröhlich feiern können, wofür sie im Schlusschor danken.
„Juchhheißa! Juchheißa! Juhhe! / Im Fasching hebt's d’Füß’ in d’Höh’,
Er ist ja nur einmal im Jahr’, / Und heute um Zwölfe schon gar! / Juhhe! Juhhe!“ (neuntes Lied)

## Werksgeschichte
Die Ballnacht oder der Faschingsdienstag ist eine Lokalposse des in Vergessenheit geratenen Wiener Possendichters Johann Karl Waldon. Sie hatte am 9. November 1803 im Theater an der Wien Uraufführung, Ferdinand Raimund und Friedrich Josef Korntheuer (1779–1829) – dieser in der Rolle des Fabian – wirkten dabei als Schauspieler mit. Am 26. Jänner erfolgte eine Vorstellung im Leopoldstädter Theater. Vom Premierentag bis zum 15. Februar 1828 wurde das Stück 26-mal im Theater an der Wien gespielt.
Weil Direktor Carl Carl für das Jahr 1836 sein übliches „Faschingsstück“ brauchte, aber nichts Neues bei der Hand hatte, schrieb Nestroy zu dem alten Stück Die Ballnacht neun neue Liedertexte, davon ein Quodlibet und fünf Chorgesänge, die von Adolf Müller vertont wurden. Das Werk erlebte nach dem ersten Aufführungstermin am 6. Februar nur wenige Wiederholungen. Die zeitgenössische Kritik empfand das Stück zu diesem Zeitpunkt bereits als altmodisch, lobte dennoch den übersichtlichen Bau der Handlung. Nestroys Lebensgefährtin Marie Weiler glänzte nach Angaben der Rezensenten mit ihrem Gesangsvortrag im Quodlibet Schnepf-Susanna-Putzmacherinnen.
Johann Nestroy spielte bei der Aufführung am 6. Februar 1836 den Doktor Schnepf, Wenzel Scholz den Gesellen Fabian, Friedrich Hopp den Messerschmied Reming, Marie Weiler die Tochter Susanna.
Ein Theatermanuskript von fremder Hand befindet sich in der Handschriftensammlung der Österreichischen Nationalbibliothek (Signatur N.B. 427). Die Originalpartitur von Adolf Müller mit dem Hinweis, dass die Liedtexte von Johann Nestroy stammen, ist in der Wienbibliothek im Rathaus aufbewahrt.